# Мушан-Ер
Мушан-Ер (также Мушанъер, Мушендер, Мушандер мар. Мушэҥер) — система озёр в Марий Эл, Россия. Находится на территории национального парка «Марий Чодра». Состоит из трёх не связанных поверхностными водами озёр. Приняты две системы названий, одна из них — Первый, Второй и Третий Мушан-Ер, вторая Большое Мушендерское, Малое Мушендерское озера, озеро Линева Яма соответственно. Нередко, с Первым и Вторым Мушан-Ером отождествляют две котловины Большого Мушандерского озера, разделённые неглубоким перешейком. Мушендерские озера расположены цепочкой у северо-западного склона Кленовогорской возвышенности, по одним данным они карстового происхождения, по другим — междюнные.
Одна из берёзовых рощ на берегу озера издавна являлась кюсото — священной рощей марийцев.

## Большое Мушендерское озеро (Первый Мушан-Ер)
Озеро Большое Мушендерское, протяжённостью 1160 м при ширине 220 м, имеет провальную котловину, состоящую из трёх впадин. Глубины южной и средней впадин до 16 м, северной — 6 м.
На обоих берегах этого озера оборудованы туристические стоянки, западный берег доступен для автомобилей.

## Малое Мушендерское озеро (Второй Мушан-Ер)
Озеро Малое Мушендерское находится в 60 м южнее Большого Мушендерского озера. Размеры озёрной котловины 400 на 180 м при глубинах 14—15 м. Прозрачность воды в обоих озёрах 3,5 м.